# مقاطعة تشافي (كولورادو)
مقاطعة تشافي (بالإنجليزية: Chaffee County)‏ هي إحدى مقاطعات ولاية كولورادو في الولايات المتحدة الأمريكية.